# Cieneguilla, Zacatecas
Cieneguilla är en ort i Mexiko.   Den ligger i kommunen General Francisco R. Murguía och delstaten Zacatecas, i den centrala delen av landet, 700 km nordväst om huvudstaden Mexico City. Cieneguilla ligger 2 049 meter över havet och antalet invånare är 800.
Terrängen runt Cieneguilla är huvudsakligen platt, men norrut är den kuperad. Runt Cieneguilla är det mycket glesbefolkat, med 3 invånare per kvadratkilometer. Närmaste större samhälle är Nieves, 8,8 km sydost om Cieneguilla. Omgivningarna runt Cieneguilla är i huvudsak ett öppet busklandskap.